# Parrana San Giusto
Parrana San Giusto è una frazione del comune italiano di Collesalvetti, nella provincia di Livorno, in Toscana.

## Storia
Nota come Parrana Vecchia per distinguerla dal più recente insediamento di Parrana San Martino, la sua esistenza è attestata almeno dal 1109.
Entrambe le località erano sotto la giurisdizione della Pieve di San Lorenzo in Piazza, in diocesi di Pisa.
L'abitato era dotato di una chiesa dedicata a San Giusto. Caduta in rovina e ridotta come cimitero, in epoca lorenese fu sostituita con una nuova chiesa (1845).
All'inizio del Novecento Parrana San Giusto contata 600 abitanti distribuiti nei casali di San Giusto, Ceppeto e Crocino; disponeva inoltre di una scuola pubblica.

## Monumenti e luoghi d'interesse
Oltre alla chiesa di San Giusto, edificata in stile neoclassico verso la metà dell'Ottocento, di particolare interesse storico ed artistico è l'acquedotto di Colognole, la cui costruzione fu avviata alla fine del XVIII secolo per soddisfare il fabbisogno idrico della città di Livorno.
L'acquedotto si origina dalle sorgenti di Colognole e oltrepassa l'abitato mediante una galleria praticabile, per proseguire verso Parrana San Martino attraverso numerose arcate, come quella della Castellaccia.
Proprio in località Castellaccia, poco fuori dall'abitato, avrebbe dovuto essere costruito, secondo il progetto di Pasquale Poccianti (1827), un serbatoio supplementare (oltre al Cisternino di Pian di Rota, Cisternone e Cisternino di città a Livorno), che però, in fase esecutiva, fu sostituito mediante due semplici casotti di ispezione.
L'acquedotto, in questo tratto, è ancora in funzione.